# Hister paykullii
Hister paykullii är en skalbaggsart som beskrevs av Kirby 1837. Hister paykullii ingår i släktet Hister och familjen stumpbaggar. Inga underarter finns listade i Catalogue of Life.